# イルカ団
イルカ団!（いるかだん）は、日本の演劇プロデュースユニット。1995年8月『ためらい傷の男』公演で旗揚げ。セカンドライン RATATATTAT!(ラタタッタ)というユニットでも活動している。

## メンバー
- 小林ヒデタケ - 主宰。脚本・演出を手掛ける。[2]
- 渡辺大滋 - 役者。
- 権田成美 - 役者。

## イルカ団!!
小林ヒデタケの急逝により、渡辺隼斗、瀬戸ひろみ、後藤星羅、逢沢脩生の4名で「イルカ団!!」（感嘆符を1個追加し2個表記）として作品・権利を引き継ぎ、活動していくこととなった。

## 公演
- ためらい傷の男(1995.8.18-20 アルスノーヴァ)
- おどり場の男(1996.5.24-26 ウエストエンドスタジオ)
- ししおどしの男(1997.7.25-27 ウエストエンドスタジオ)
- 印象主義(1998.5.21-24　Plan-B)
- 箸休め(1999.8.20-22　ウエストエンドスタジオ)
- ブレーキ(2000.5.19-21　ウエストエンドスタジオ)
- デザート(2001.3.9-11 ウエストエンドスタジオ)
- 黒人和尚(2001.12.14-16 ウエストエンドスタジオ)
- パーティー(2002.6.7-9　ウエストエンドスタジオ)
- マーブル(2002.11.15-17　ウッディシアター中目黒)
- Rendez-vous(2003.7.4-6　ウッディシアター中目黒)
- Juice(2004.2.9-11 ウッディシアター中目黒)
- Rendez-vous Ver.2(2004.11.5-7 ウッディシアター中目黒)
- Brake Ver.2(2005.9.2-4　ウッディシアター中目黒)
- デザート Ver.2(2007.9.27-30　ウッディシアター中目黒)
- C.R.E.A.M(2008.5.15-18　ウッディシアター中目黒)
- +take-in Vol.1　ScrewYou!(2014.7.18-20　ウッディシアター中目黒)
- ウェルカム・ホーム!&ばら色の人生(2016.8.30-9.5　ウッディシアター中目黒)[5]
- Q.T!!（2020.12.5~12 千本桜ホール36周年記念 劇団No.1決定戦 劇団EXPO2020参加 総合グランプリ受賞[6]）
- MASQUE D'OR -黄金仮面-（第3回江戸まち たいとう芸楽祭参加作品 2021.1.17上野ストアハウス配信公演）[7]

### RATATATTAT!
- Rendez-vous Ver.3(2009.12.15-20　Pit北/区域)
- Fish Tale!(2010.5.20-23 ウッディシアター中目黒)
- ICQ!(2010.12.14-19 Geki地下Liberty)
- C.R.E.A.M!!(2012.4.5-8 ウッディシアター中目黒)
- extra edition　Vol.1 R.I.P!(2013.11.15-17　スタジオNOV/12.27 なかのゼロ小ホール)
- DOUBLE BILL! (2015.3.14-22　APOCシアター)
- DOUBLE BILL!2ND!(2015.8.25-30　ウッディシアター中目黒)
- DOUBLE DECKER!(2016.1.26-31ウッディシアター中目黒)
- DOUBLE DECKER!2ND! (2017.4.7-16　APOCシアター)
- ARSÈNE LUPIN  “et Sonia!”＆“en Prison!”(2018.1.30-2.4ウッディシアター中目黒)[8]
- DRACULA “Dies irae!”＆“Lacrimosa!”(2018.8.28-9.2ウッディシアター中目黒)[9]
- ARSÈNE LUPIN 2e “le RETOUR D'”＆“et CLARISSE”(2019.1.29-2.3ウッディシアター中目黒)[10]
- Chick-flick!! “Capeshit!” ＆ “For a song!”(2019.7.23-28ウッディシアター中目黒)[11]
- “C.R.E.A.M.!!!!”+“G.O.A.T.! ”(2019.10.8-13コフレリオ新宿シアター)[12]
- ARSÈNE LUPIN 3e “et DEUX SOURIRES”＆“vs GANIMARD”(2020.1.28-2.2ウッディシアター中目黒)[13]
- GRAND GUIGNOL “La Machine” ＆ “Le Fantôme de”（2020.8.26~30新宿THEATER BRATS）[14]
- LUEUR DORÈE ARSÈNE LUPIN4e “la BLONDE -金髪婦人-” ＆ “MASQUE D'OR -黄金仮面-”（2021.1.19~24ウッディシアター中目黒）[15]

### 鷺沢萠プロデュース公演
- ばら色の人生(2001.11.2-7　ザムザ阿佐ヶ谷)
- ビューティフル・ネーム(2002.9.19-23　ウッディシアター中目黒)
- ウェルカム・ホーム！(2004.6.15-20　ウッディシアター中目黒)